# Jet (Wings)
Jet è un brano musicale di Paul e Linda McCartney, tratto dall'album Band on the Run, e pubblicato come singolo nel 1974 dalla loro band Wings.
La canzone raggiunse il 7º posto in classifica sia in Gran Bretagna che negli Stati Uniti il 30 marzo 1974.

## Il brano
Insieme a Helen Wheels e Junior's Farm, è un'altra delle canzoni di McCartney dove la primaria ispirazione per la composizione è tratta dalla sue esperienze di vita. Mentre la gran parte di Band on the Run venne registrata a Lagos, in Nigeria, Jet fu interamente incisa e completata negli Abbey Road Studios di Londra dopo il ritorno del gruppo in patria.
Inizialmente il singolo venne pubblicato con il brano Mamunia, altra traccia da Band on the Run, come B-side. Ma ben presto, la canzone fu rimpiazzata con Let Me Roll It.
Per il titolo della canzone, McCartney si ispirò al suo cucciolo di Labrador: "Abbiamo questo Labrador, comprato in un negozio di animali. Un giorno è tornata incinta. Sette cuccioli di Labrador neri. Jet è uno di questi". Poi nel 2010, come riporta Luca Perasi nel libro Paul McCartney: Recording Sessions (1969-2011), "nelle interviste promozionali per la Deluxe Edition di Band on the run, McCartney ha parlato di Jet come del nome di un pony. Potrebbe aver fatto confusione". La strofa «I thought that the major was a lady suffragette», potrebbe essere un riferimento a David Bowie e alla sua canzone Suffragette City.
L'importante critico musicale Dave Marsh ha piazzato il brano alla posizione numero 793 nella sua lista dei migliori 1001 singoli di sempre. Lo scrittore Graham Reid descrisse la canzone come "un'autentica gemma di power pop".

## Tracce singolo
1. Jet (Paul & Linda McCartney) - 4:07
2. Let Me Roll It (Paul McCartney) - 4:47

## Cover
La band glam rock scozzese Iron Virgin pubblicò una cover del brano nel 1974 per l'etichetta Deram, ma non entrò in classifica. Il trio pop giapponese Shonen Knife ha reinterpretato la canzone per l'album del 2008 Super Group. Nel 2014 una cover del brano ad opera di Robin Zander e Rick Nielsen dei Cheap Trick è stata inserita nel tribute album The Art of McCartney.